# Communauté rurale des Agnams
La communauté rurale des Agnams est une communauté rurale du Sénégal située au nord-est du pays. 
Elle fait partie de l'arrondissement de Agnam Civol, du département de Matam et de la région de Matam.

## Villages
- Agnam-Goly
- Agnam Civol
- Agnam sinthiou sire matou
- Agnam Ouro Ciré
- Agnam Godo
- Agnam Balanabe
- Agnam Lidoubé
- Agnam Thiodaye
- Agnam Toulel Thiallé
- Agnam Yéroyabé
- Kangal
- Bagonde
- Fétto Diabé
- Sare Liou
- Karadie
- Mbellabélé
- Mberlaberlé
- Ndiaffane Belthindy
- Ndiaffane Sorokoum
- Sinthiou Boumacka
- Walo Sylla Worgo